# Direcció general de la Marina Mercant
La Direcció general de la Marina Mercant (DGMM) d'Espanya és l'organisme oficial situat a Madrid i dependent del Ministeri de Foment, que regula i supervisa la marina mercant espanyola. Aquesta institució exerceix les funcions que li encomana la Llei 27/1992, de 24 de novembre de Ports de l'Estat i de la Marina Mercant:
- Ordenació general de la navegació marítima i de la flota civil espanyola, inclòs tot el relatiu a la nàutica professional i a la nàutica d'esbarjo o esportiva, a les titulacions professionals que faculten per exercir una professió en un buc mercant i a les titulacions que faculten per manejar una embarcació d'esbarjo o esportiva que no tingui fi comercial.
- Ordenació i execució de les inspeccions i controls tècnics, radioelèctrics, de seguretat i prevenció de la contaminació.
- Atorgament de concessions i autoritzacions de serveis de navegació marítima i funcions relacionades amb el règim tarifari.

Per a l'exercici i compliment de les seves funcions, la Direcció general de la Marina Mercant compta, en cadascun dels ports on es desenvolupa un determinat nivell de navegació o on ho requereixin les condicions de seguretat marítima, amb una Capitania Marítima.

## Dependències
La Direcció general de la Marina Mercant s'estructura en els següents òrgans amb rang de sotsdirecció general:
- Subdirecció General de Seguretat, Contaminació i Inspecció Marítima.
- Subdirecció General de Normativa Marítima i Cooperació Internacional.
- Subdirecció General de Coordinació i Gestió Administrativa.

## Llista de directors generals
- Benito Núñez Quintanilla (2018-)[2]
- Rafael Rodríguez Valero (2012-2018)[3]
- María Isabel Durántez Gil (2009-2012)
- Felipe Martínez Martínez (2004-2009)
- José Luis López-Sors González (2000-2004)
- Fernando Casas Blanco (1996-2000)
- Pedro Anatael Meneses (1995-1996)
- Rafael Lobeto Lobo (1989-1995)
- José Antonio Madiedo Acosta (1986-1989)
- Fernando Salvador y Sánchez-Caro (1982-1986)
- Máximo Alfonso Garzón (1982)
- Alfonso Soler Turmo (1982)
- Vicente Rodríguez-Guerra y Luque (1980-1982)